# Kölner Studierendenwerk
Koordinaten: 50° 55′ 26,1″ N, 6° 55′ 46,2″ O

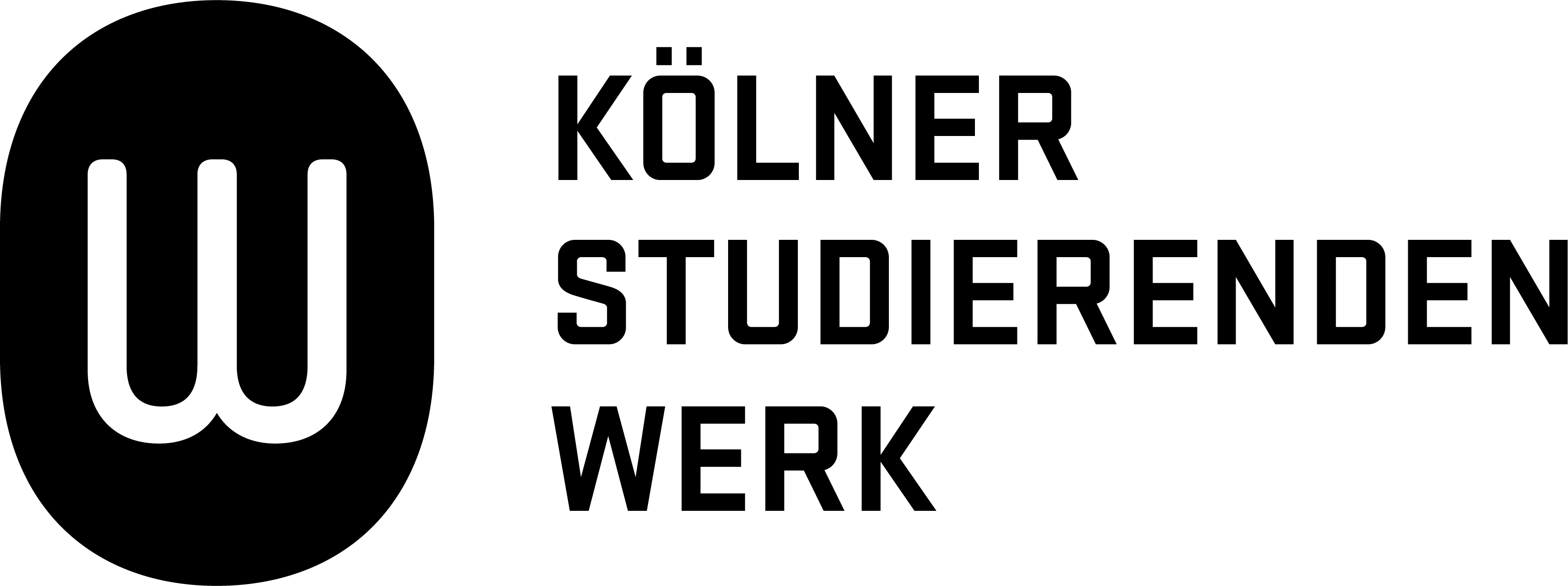
Logo des Kölner Studierendenwerks

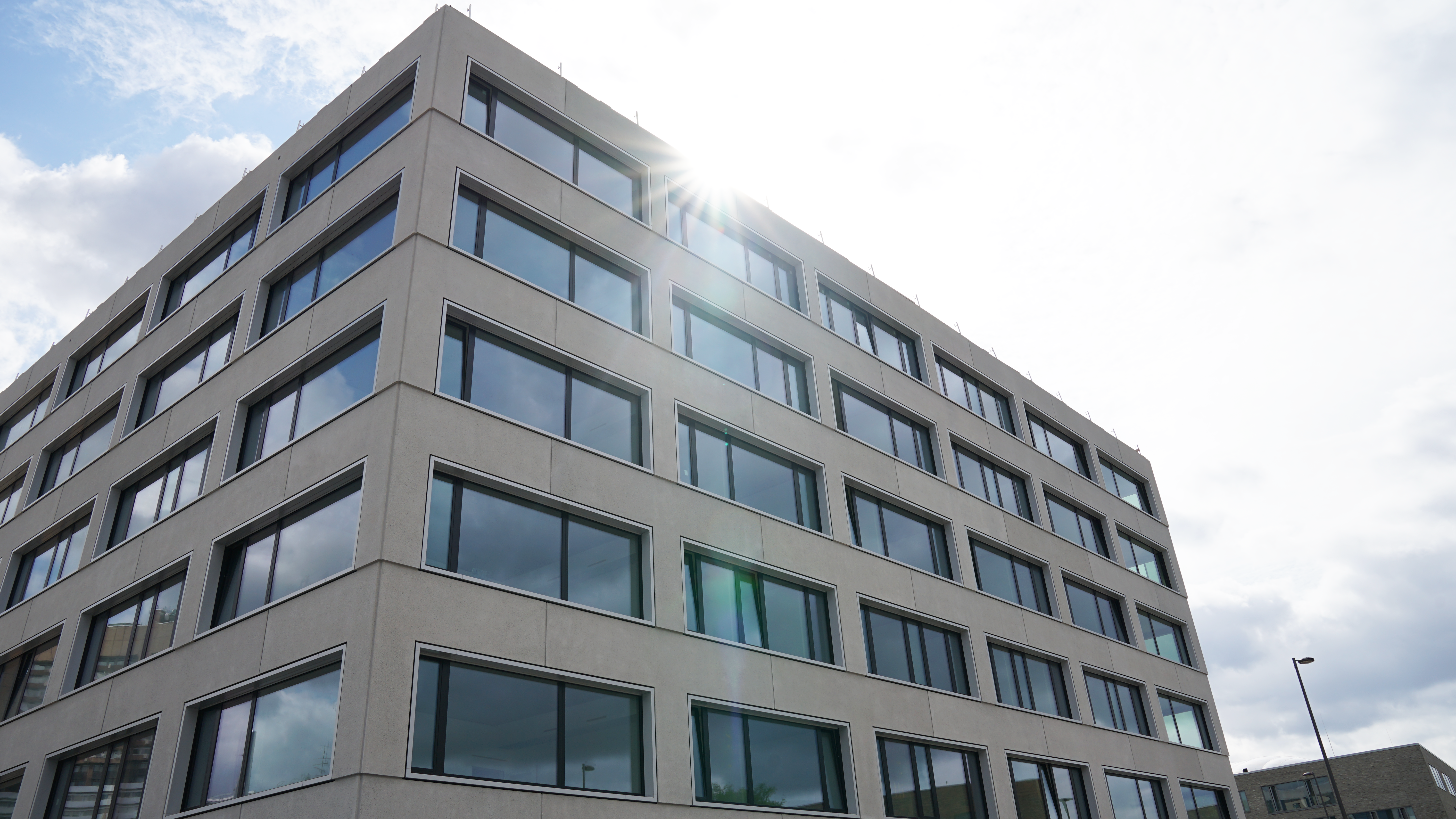
Kölner Studierendenwerk

Das Kölner Studierendenwerk (abgekürzt Werk oder KSTW) ist das Studentenwerk in Köln in der Rechtsform einer Anstalt des öffentlichen Rechts. Mit ca. 570 Beschäftigten werden 78.000 Studierende an folgenden Hochschulen betreut:
- Universität zu Köln
- TH Köln
- Deutsche Sporthochschule Köln
- Hochschule für Musik und Tanz Köln
- Kunsthochschule für Medien Köln
- Cologne Business School
- Katholische Hochschule Nordrhein-Westfalen, Abteilung Köln
- MU - Media University of Applied Sciences

Es verfügt über 90 Wohnheime mit etwa 5.000 Wohnplätzen in Köln, Gummersbach und Leverkusen-Opladen. Das Studentendorf Efferen mit 1.100 Plätzen ist dabei der größte Wohnplatz und soll langfristig auf 1.800 Plätze erweitert werden.
Das Kölner Studierendenwerk bietet Sozialberatung für studierende Eltern und Informationen zu finanziellen Beihilfen und unterstützt bei der Suche nach Betreuungseinrichtungen für Kleinkinder.
Das Kölner Studierendenwerk sitzt zwischen dem Hauptgebäude der Universität zu Köln und dem Uni-Center; die Adresse lautet Universitätsstraße 14. Es ist Mitglied im Deutschen Studierendenwerk und stellt unter den dort vertretenen Studentenwerken von der Anzahl betreuter Studierenden das größte in Nordrhein-Westfalen und nach Berlin und München das drittgrößte in Deutschland.
Im April 2015 wurde vom Verwaltungsrat die Umbenennung von Kölner Studentenwerk in Kölner Studierendenwerk beschlossen. Die Umbenennung erfolgte aufgrund einer verpflichtenden Landesregelung für Geschlechtergerechtigkeit, da der Begriff Studenten nicht geschlechterneutral ist.
Wohnheime: (Auszug)

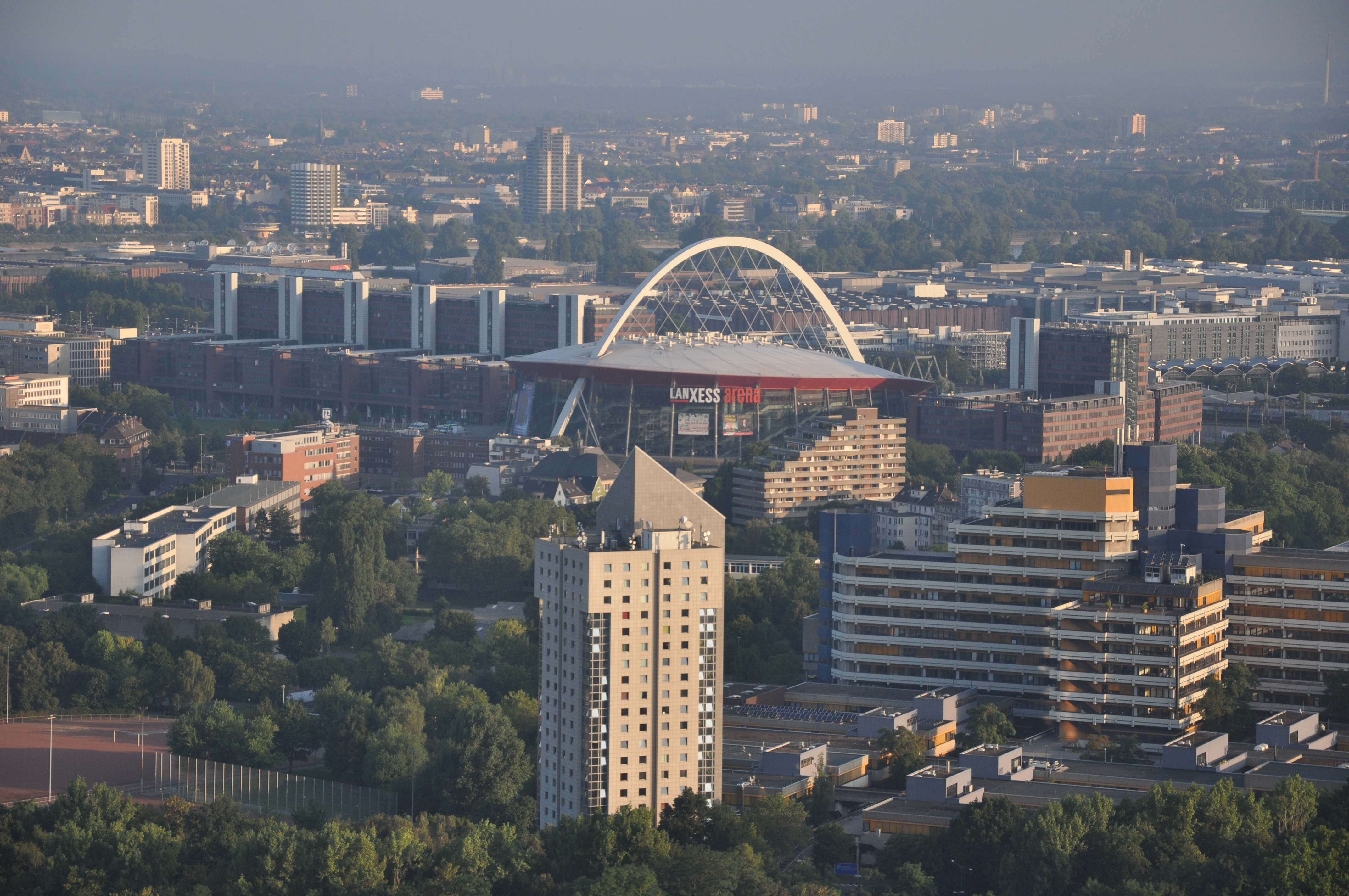
Deutzer Ring 5 (vorne, Raketenhochhaus)
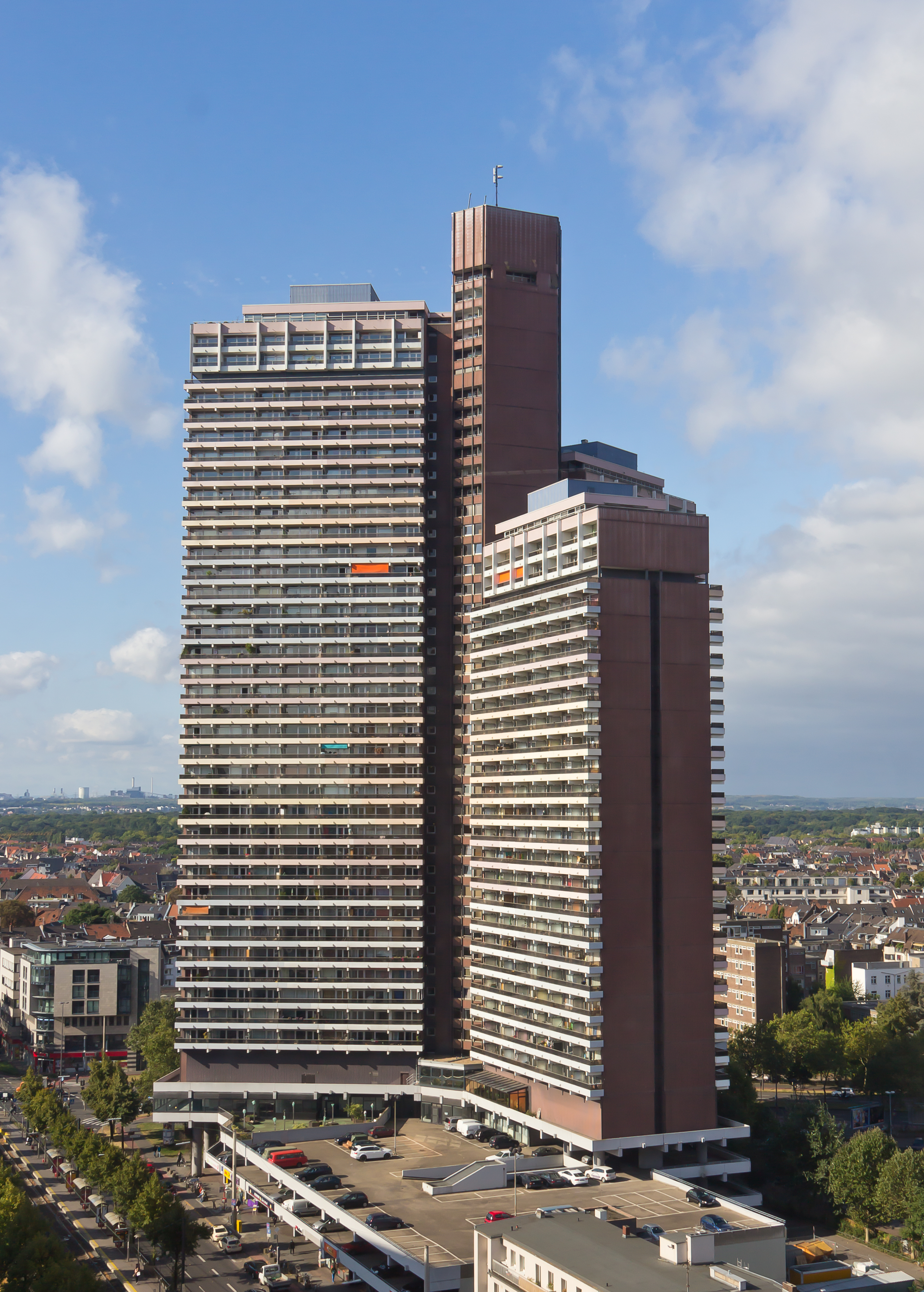
Uni-Center, beinhaltet teilweise Wohnplätze
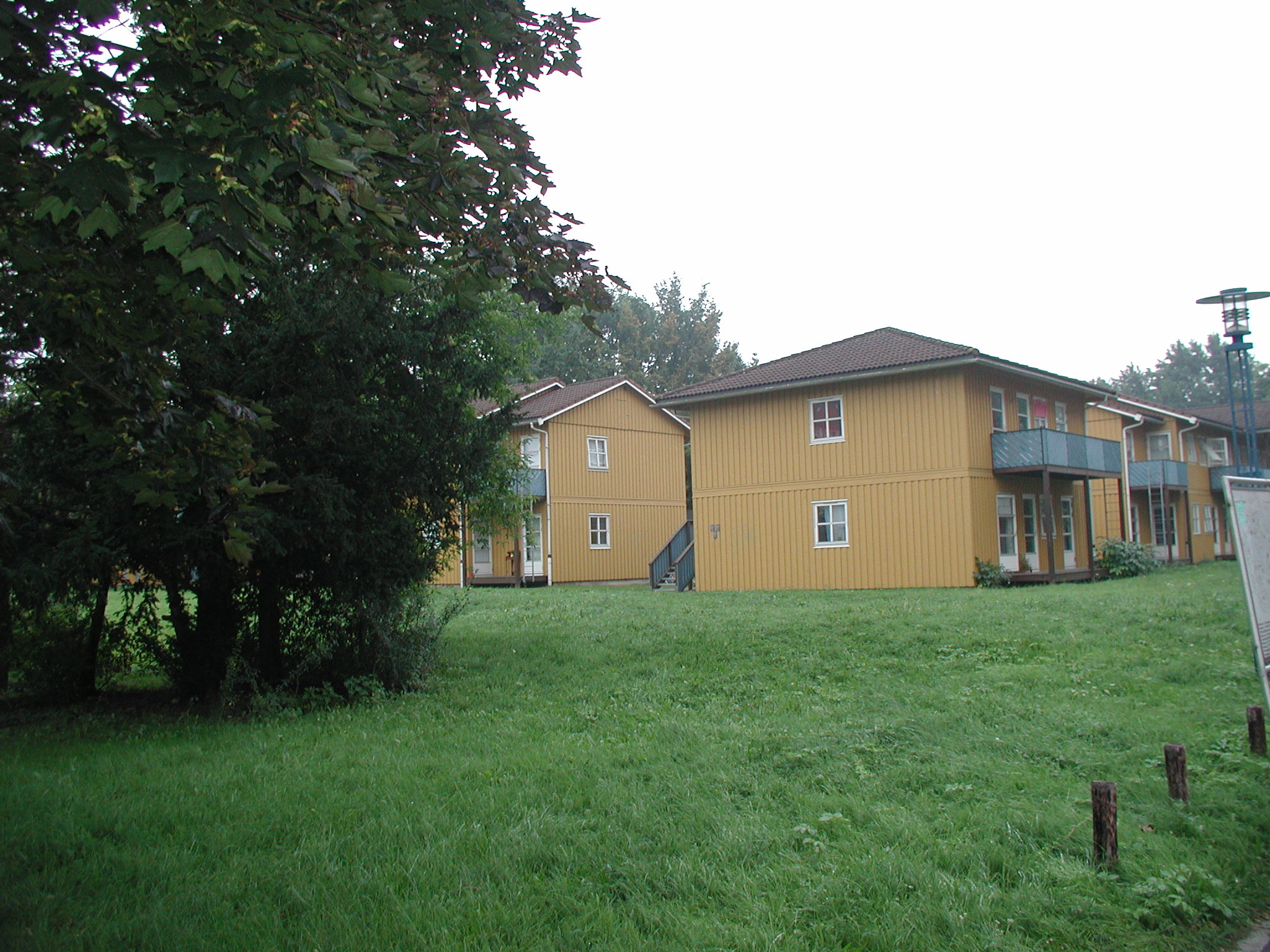
Studentendorf Efferen, Norwegische Holzhäuser
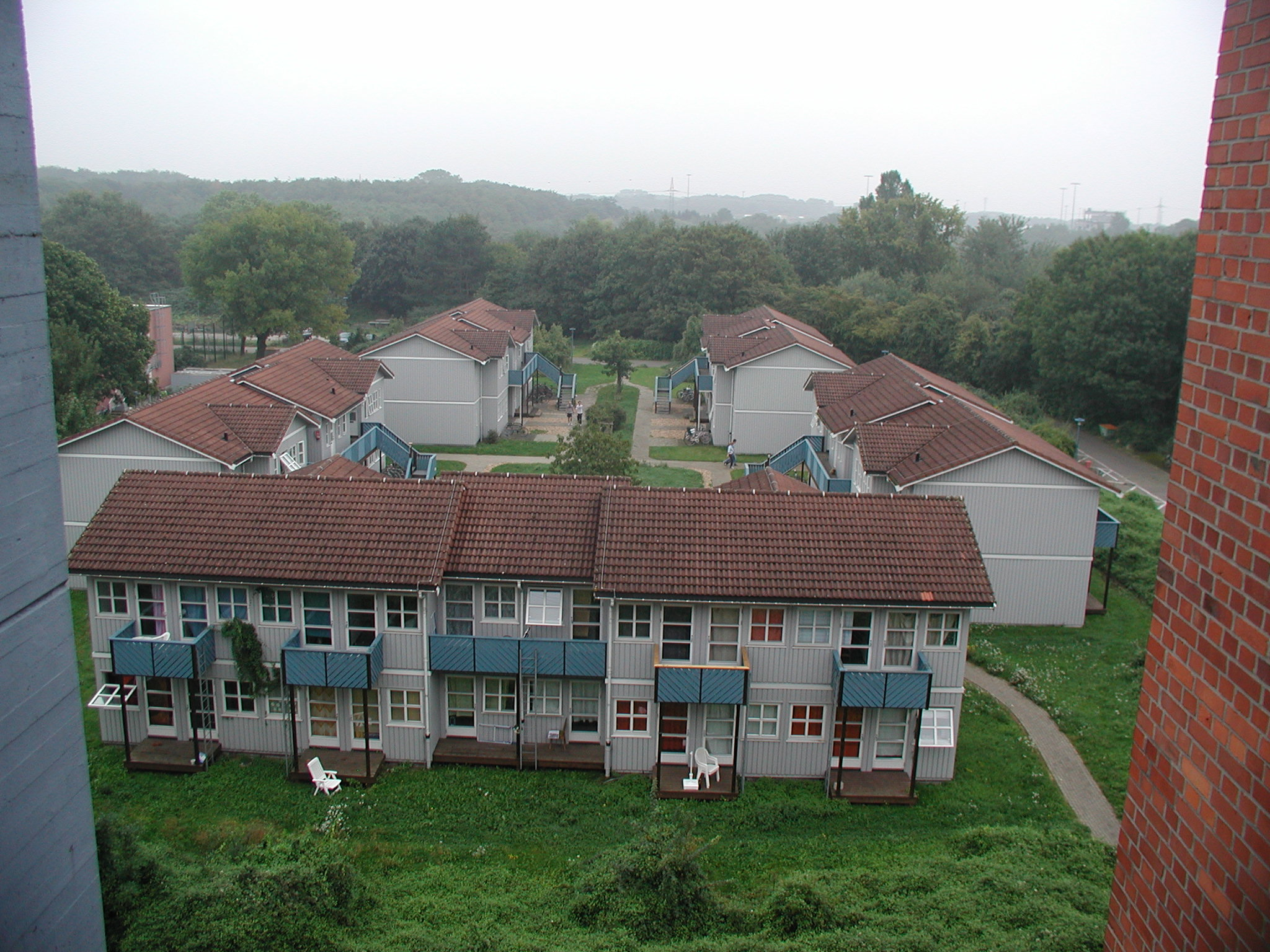
Studentendorf Efferen, Norwegische Holzhäuser
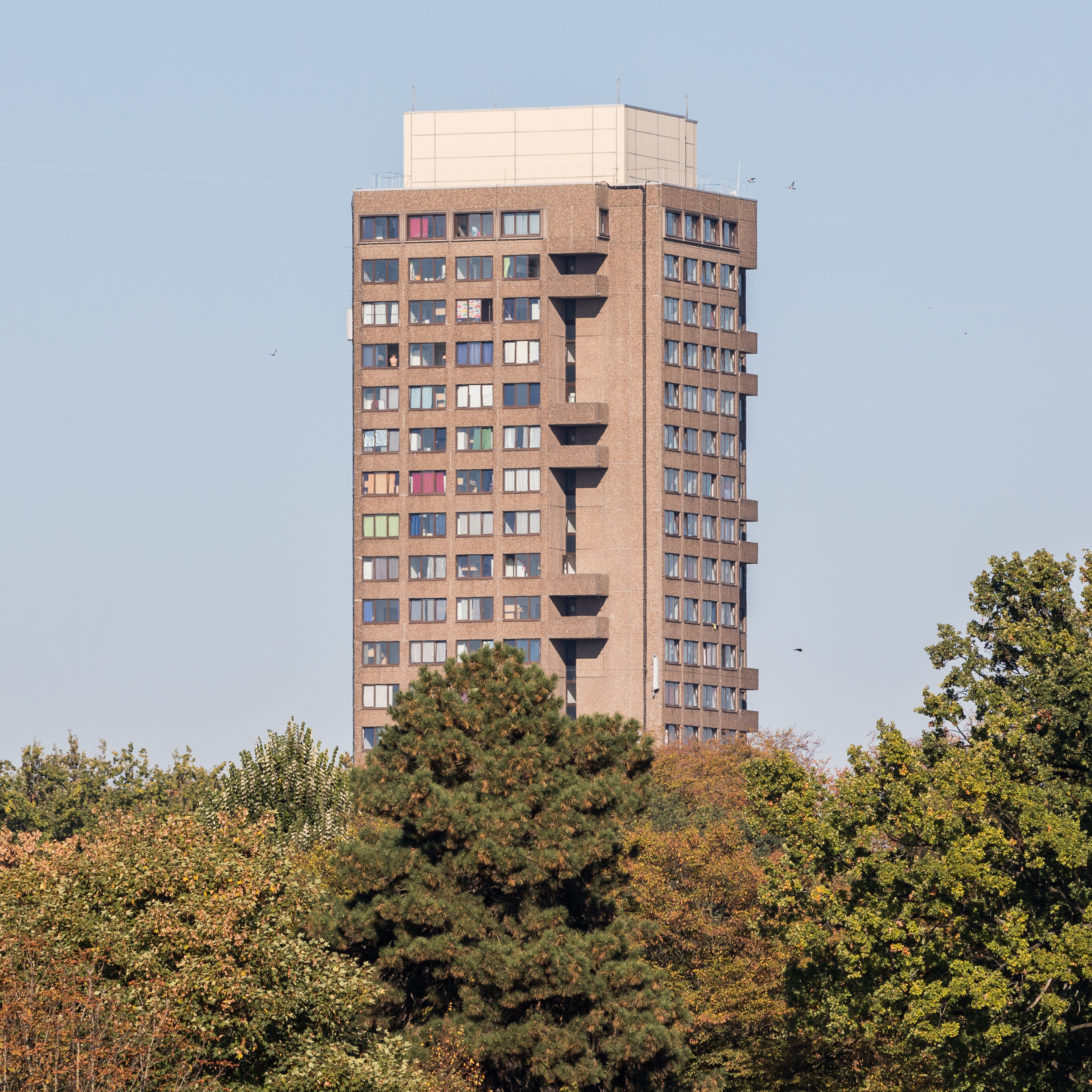
Sportpark Müngersdorf